# Лин Сиџуанг
Лин Сиџуанг (кин: 林思庄, пинјин: Lin Sizhuang; Макао, 29. март 1999) макаоски је пливач чија специјалност су трке слободним и мешовитим стилом на 200 метара. 

## Спортска каријера
Са такмичењима на међународној сцени започео је 2016. на светском првенству у малим базенима у канадском Виндзору. Први наступ на светским првенствима у великим базенима имао је у Будимпешти 2017. где се такмичио у три дисциплине, а најбољи резултат је остварио као члан мешовите штафете на 4×100 слободно која је у квалификацијама заузела 16. место. 
Други наступ на светским првенствима у великим базенима имао је у Квангџуу 2019. где је наступио у две дисциплине. У трци на 200 мешовито заузео је 46. место у квалификацијама, док је у трци на 200 слободно заузео тек 61. позицију.